# Dženan Cišija
Dženan Čišija, född 11 december 1976 i Kroatien, är en svensk politiker (socialdemokrat). Han är ordinarie riksdagsledamot sedan 2022, invald för Göteborgs kommuns valkrets.
I riksdagen är han suppleant i socialutskottet.